# Moulmein
Moulmein (in birmano ေမာ္‌လမ္ရုိင္‌မ္ရုိ့, detta anche Mawlamyine) è una città del Basso Myanmar, capoluogo dello Stato Mon, del quale è la città più popolata. Si trova sulla costa del Tenasserim, affacciata sul mare delle Andamane.

## Popolazione
Con oltre 300 000 abitanti è la terza città più popolata del Myanmar. L'etnia maggioritaria è quella dei mon, che sono il 75%, con minoranze bamar, anglo-birmane, karen, indiane e cinesi. Durante il periodo coloniale, Moulmein ospitava una folta comunità anglo-birmana, formata principalmente da operai delle piantagioni di caucciù, e il quartiere dove abitavano si chiamava "Little England". Questa comunità è quasi scomparsa del tutto dopo l'indipendenza ottenuta dal paese, e molti dei suoi membri si son dovuti trasferire nel Regno Unito o in Australia.

## Storia
Moulmein divenne la prima capitale della Birmania Inglese dal 1827 al 1852. Fu ceduta all'Impero britannico con il trattato di Yandabo alla fine della prima guerra anglo-birmana assieme al Tenasserim e all'Arakan I colonizzatori trassero vantaggio dalle grandi quantità di teck che poterono esportare dal porto cittadino. Oggi Moulmein è nota per i suoi frutti esotici e per la sua cucina, citata anche in un popolare detto birmano. Dal 2005, quando è stato inaugurato il ponte Thanlwin che la collega a Mottama, le strade e la stazione ferroviaria della città sono collegate con il nord del paese.
È nota anche per essere il luogo citato all'inizio della poesia di Kipling "La strada per Mandalay". Di seguito i primi versi:
(Joseph Rudyard Kipling)